# Acanthodelta ekeikei
Acanthodelta ekeikei là một loài bướm đêm trong họ Noctuidae.